# Pano Qirko
Panajot Qirko (* 26. Juni 1999 in Vlora) ist ein albanischer Fußballspieler, der zurzeit beim albanischen Meister FK Partizani Tirana unter Vertrag steht. Er spielt auf der Position des Torwarts.

## Karriere

### Verein
Qirko wurde in der albanischen Hafenstadt Vlora geboren. Seine Fußballkarriere begann er bei den Jugendakademien von KF Vlora. Im Jahr 2013 wechselte Qirko zu den Jugendmannschaften von KS Flamurtari Vlora. Im Jahr 2017 unterschrieb Qirko seinen ersten Vertrag bei diesem Verein. Er absolvierte fünf Spiele in der Kategoria Superiore.
Im Sommer 2019 wechselte Qirko als Ersatztorwart zu KF Tirana. Der Verein wurde daraufhin zur Saison 2019/20 albanischer Meister. Da er unter Trainer Emmanuel Egbo keine große Rolle gespielt hatte, wechselte Qirko – ohne ein einziges Spiel bei KF Tirana absolviert zu haben – nur ein Jahr später zum Ligakonkurrenten KS Bylis Ballsh. Zur Saison 2021/22 verlässte Qirko den Verein.
Am 18. August 2021 wechselte Qirko zu dem albanischen Titelverteidiger KF Teuta Durrës.
Nach zwei Jahren im Tor von Teuta Durrës wechselte Qirko leihweise zum albanischen Meister FK Partizani Tirana. Gedacht war, dass Qirko nur für die Qualifikationsspiele im Europapokal ausgeliehen wird. Kurze Zeit später einigten sich beide Klubs für einen fixen Transfer des Torwarts. Beim Titelverteidiger erhielt Qirko einen Vertrag, der ihn bis zum Jahr 2027 bindet.

### Nationalmannschaft
Qirko debütierte für die albanische U-19 Nationalmannschaft unter Trainer Erjon Bogdani im Oktober 2017 gegen die ukrainische U-19 Nationalmannschaft.